# Río Indravati
El río Indravati (en maratí: इन्द्रावती, इन्द्रावती; en telugu, ఇంద్రావతి నది) es un río que discurre por la parte central del subcontinente indio, un afluente del río Godavari. Tiene una longitud de 386 km y su principal afluente es el río Pamer Chinta. 
El río nace en los Ghats orientales, en el estado de Orissa y fluye en dirección oeste para unirse al Godavari, formando en el tramo final la frontera entre los estados de Maharashtra y Chhattisgarh.

## Información general
Las famosas cataratas Chitrakoot, las más anchas de la India, se encuentran en este río Indravati, a unos 40 km de la ciudad de Jagdalpur (una ciudad del estado de Chhattisgarh que contaba con 73687 hab. en 2001[update]).
El Indravati es a veces conocido como la «lifeline» (un juego de palabras de« linea de vida» y «felino») del Distrito de Bastar, una de las zonas más verdes de la India.
El Parque nacional de Indravati y varias reservas de tigres del Proyecto Tigre (para proteger al tigre de Bengala) se encuentran en la región adyacente del estado de Chattisgarh.
La mayor parte del curso del río es a través de los densos bosques del Distrito de Bastar.